# Associação Académica de Coimbra (rugby à XV)
Pour le club de football, voir Associação Académica de Coimbra.
Actualités
Dernière mise à jour : 4 juin 2018.
L'Associação Académica Coimbra Rugby est un club portugais de rugby à XV basé à Coimbra.

## Histoire
En 1936, le docteur José Maria Antunes commence la pratique du rugby à l'université de Coïmbra. Afin d'encourager cette pratique, un match de démonstration est joué en 1937 lors de la Queima das Fitas entre deux équipes de Lisbonne (l'une composé d'étudiants vétérinaire et l'autre d'étudiants en commerce), victoire des vétérinaires 6-3.
Une équipe est formée, le 6 mai 1940, les matches se disputant au Campo Arnado (à Coimbra). Lors des matchs sportifs universitaires, l'Association académique de Coimbra joue la finale face à l'Université technique de Lisbonne perdant par 6 à 3. Le 2 juin 1942 l'AAC remporte sa première finale 8 à 0.
Après quelques années dénuées d'engouement pour le rugby, António Sá Lima vient étudier à Coimbra (54-55) et relance la pratique restaurant et structurant la section. Cette dernière rejoint lors de la saison 55/56 l'ARL (association de rugby de Lisbonne), car il n'y avait pas de Fédération portugaise de rugby, qui n'apparaîtra que lors de la saison 57/58. La saison suivante se dispute à Coimbra la première finale du championnat du Portugal, face au CF "Os Belenenses" perdant 40-0. Partenaire fondateur, le club est membre de la FPR, participant à plusieurs championnats fédéraux et universitaires.
Le 17 mars 1960, l'AAC dispute à Coimbra son premier match international contre l'équipe anglaise du St. John College d'Oxford, s'inclinant 48 à 0. Le 3 mars 1963, pour l'inauguration du nouveau stade universitaire, la section rugby remporte le match l'opposant à Benfica. Cette même année, l'AAC remporte 6 à 3, la rencontre l'opposant aux champions espagnols, l'école d'architecture de Madrid. En 1970, grâce à Manuel Costa, les académiques remportent leur premier titre national, le Tournoi d'ouverture du Portugal de rugby. Puis le 2 juin 1974, l'Academica gagne le SL Benfica par 15-12, remportant pour la première fois la Coupe du Portugal. Le premier titre de champion national senior en première division survient lors de la saison 76/77 et reprend le titre deux ans plus tard. Après avoir remporté ses 4e et 5e coupes du Portugal (94/95 et 95/96), l’Association académique de Coimbra remporte lors de l'année 1997, son 3e championnat national, mais aussi la Coupe du Portugal, la Supercoupe et la Coupe Primavera. Un exploit historique, car aucune équipe portugaise, à ce jour, n’a jamais réalisée ce quadruplé. Lors des saisons suivantes, la section rugby ne remporte aucun titre au niveau senior, mais remporte de nombreux championnats dans les rangs des sections jeunes.
En 2003-2004, l'AAC a remporte son 4e titre national, dans un championnat très disputé, dont la décision se fait lors de la dernière journée.
Grâce à son titre national, l'AAC participe au Challenge européen la saison suivante, où elle est éliminée au premier tour après une large défaite contre les Border Reivers.

## Palmarès
- Campeonato Nacional de Honra
  - Champion (4) en  1977, 1979, 1997 et 2004
  - Vice-Champion (2) : 1958 et 1995
- Campeonato Nacional de Rugby I Divisão (en)
  - Champion (3) en 1994, 1999 et 2007
- Coupe du Portugal
  - Vainqueur (7) en 1974, 1980, 1990, 1995, 1996, 1997 et 2018
  - Finaliste (5) en 1976, 1988, 1994, 1998, et 2012
- Supercoupe du Portugal
  - Vainqueur (2) en 1989 et 1997
- Coupe Primavera (4)
  - Vainqueur (4) en 1994, 1995, 1996 et 1997
- Coupe Ibérica
  - Vainqueur (1) en 1998
  - Finaliste (1) en 2005
- Tournoi d'ouverture du Portugal de rugby
  - Vainqueur (3) en 1970, 1974 et 2000
- Festival du 5 octobre
  - Vainqueur en 1997
- Jeux sportifs universitaires du Portugal
  - Finaliste (2) en 1936 et 1942

## Personnalités du club

### Entraîneurs du club
- Vasile Constantin

### Joueurs internationaux
- Rui Cordeiro
- Vasco Couceiro
- João Mateus
- Rui Rodrigues
- Francisco Serra
- João Mateus
- Sergio Duarte Franco
- Eduardo Salgado
- João Diogo Silva
- Manuel Eusebio
- Manuel Queiros
- Șerban Gurănescu

### Effectif 2016-2017
| Nom                      | Poste           | Naissance  | Nationalité sportive | Sélections (points marqués) | Poids | Taille | Profession |
| ------------------------ | --------------- | ---------- | -------------------- | --------------------------- | ----- | ------ | ---------- |
| Afonso Machado           | Première ligne  | 11/05/1994 | Portugal             | -                           | -     | -      |            |
| André Gonçalves          | Première ligne  | 24/07/1991 | Portugal             | -                           | -     | -      |            |
| David Martins            | Première ligne  | 21/01/1988 | Portugal             | -                           | -     | -      |            |
| João Dos Santos          | Première ligne  | 07/10/1995 | Portugal             | -                           | -     | -      |            |
| João Varanda             | Première ligne  | 21/10/1994 | Portugal             | -                           | -     | -      |            |
| João Aguiar              | Première ligne  | 12/09/1994 | Portugal             | -                           | -     | -      |            |
| José Carvalho            | Première ligne  | 16/08/1992 | Portugal             | -                           | -     | -      |            |
| Ricardo Silva            | Première ligne  | 19/01/1979 | Portugal             | -                           | -     | -      |            |
| Tiago Penacho            | Première ligne  | 13/05/1995 | Portugal             | -                           | -     | -      |            |
| João Mateus              | Pilier          | 15/07/1990 | Portugal             | 3 (0)                       | 115   | 187    |            |
| Ricardo Gonçalves        | Pilier          | 06/091992  | Portugal             | -                           | 98    | 182    |            |
| Luis Pinto               | Talonneur       | 20/09/1991 | Portugal             | -                           | 115   | 169    |            |
| Antonio Salgueiro        | Troisième ligne | 18/08/1989 | Portugal             | -                           | 105   | 186    |            |
| Sergio Duarte Franco     | 3/4 aile        | 29/09/1987 | Portugal             | 1 (0)                       | 76    | 171    | -          |
| Eduardo Salgado          | Arrière         | 06/05/1988 | Portugal             | 1 (0)                       | 77    | 180    | -          |
| Manuel Santos            | Arrière         | 20/05/1992 | Portugal             | -                           | -     | -      | -          |
| Afonso Nunes             | -               | 7/10/1994  | Portugal             | -                           | -     | -      |            |
| Afonso Monteiro          | -               | 25/09/1993 | Portugal             | -                           | -     | -      |            |
| André Simões             | -               | 5/09/1998  | Portugal             | -                           | -     | -      |            |
| Andy Quentin Louis       | -               | 24/05/1995 | -                    | -                           | -     | -      |            |
| Efim Zhidkov             | -               | 23/09/1994 | -                    | -                           | -     | -      |            |
| Filipe Fernandes         | -               | 14/01/1994 | Portugal             | -                           | -     | -      |            |
| Francisco Gonçalves      | -               | 14/04/1997 | Portugal             | -                           | -     | -      |            |
| Francisco Henriques      | -               | 21/03/1998 | Portugal             | -                           | -     | -      |            |
| Francisco Pinto          | -               | 22/02/1992 | Portugal             | -                           | -     | -      |            |
| Francisco Bessa          | -               | 23/08/1994 | Portugal             | -                           | -     | -      |            |
| Francisco Murta          | -               | 16/02/1996 | Portugal             | -                           | -     | -      |            |
| Francisco Nascimento     | -               | 20/05/1998 | Portugal             | -                           | -     | -      |            |
| Frederico Dias           | -               | 23/05/1989 | Portugal             | -                           | -     | -      |            |
| Guilherme Ribeiro        | -               | 16/03/1992 | Portugal             | -                           | -     | -      |            |
| Harrison Stock           | -               | 23/02/1994 | -                    | -                           | -     | -      |            |
| Hugo Santos              | -               | 18/02/1992 | Portugal             | -                           | -     | -      |            |
| João Diogo Silva         | -               | 13/05/1993 | Portugal             | 1 (0)                       | -     | -      |            |
| João de Oliveira e Moura | -               | 07/02/1998 | Portugal             | -                           | -     | -      |            |
| João Tavares             | -               | 25/07/1988 | Portugal             | -                           | -     | -      |            |
| João da Silva            | -               | 17/02/1998 | Portugal             | -                           | -     | -      |            |
| João Simões              | -               | 06/09/1993 | Portugal             | -                           | -     | -      |            |
| José Carvalho            | -               | 16/08/1992 | Portugal             | -                           | -     | -      |            |
| Rafael Espirito Santo    | -               | 07/07/1991 | Portugal             | -                           | -     | -      |            |
| Tomas Pinto              | -               | 25/04/1988 | Portugal             | -                           | -     | -      |            |
| Jorge Andrés Silva       | -               | 24/04/1996 | Portugal             | -                           | -     | -      |            |
| José Gonçalves           | -               | 13/11/1995 | Portugal             | -                           | -     | -      |            |
| José Almeida             | -               | 14/10/1990 | Portugal             | -                           | -     | -      |            |
| Luis Godinho             | -               | 24/09/1996 | Portugal             | -                           | -     | -      |            |
| Manuel Ribeiro           | -               | 24/10/1989 | Portugal             | -                           | -     | -      |            |
| Manuel Eusebio           | -               | 10/04/1997 | Portugal             | -                           | -     | -      |            |
| Manuel Queiros           | -               | 30/11/1994 | Portugal             | -                           | -     | -      |            |
| Martim da Silva          | -               | 14/10/1996 | Portugal             | -                           | -     | -      |            |
| Miguel Fernandes         | -               | 04/02/1989 | Portugal             | -                           | -     | -      |            |
| Paulo Rebelo             | -               | 03/05/1998 | Portugal             | -                           | -     | -      |            |
| Pedro Ferrão             | -               | 08/03/1994 | Portugal             | -                           | -     | -      |            |
| Rodrigo Barradas         | -               | 20/07/1996 | Portugal             | -                           | -     | -      |            |
| Rui Miguel Silveirinha   | -               | 10/08/1995 | Portugal             | -                           | -     | -      |            |
| Tomas da Costa           | -               | 25/07/1994 | Portugal             | -                           | -     | -      |            |